# Aleksandr Budakov
Aleksandr Vladimirovič Budakov (in russo Александр Владимирович Будаков?; 10 febbraio 1985) è un ex calciatore russo, di ruolo portiere.

## Carriera
Il 3 settembre 2010, con un lungo rinvio, ha battuto il portiere avversario del KAMAZ segnando la sua prima rete in carriera che ha valso la vittoria per 2-1 in trasferta.